# Овиний Галикан
Вижте пояснителната страница за други личности с името Галикан.
Овиний Галикан (на латински: Ovinius Gallicanus) е политик на Римската империя през края на 3 век и началото на 4 век.
През 293/300 г. той е куратор на град Теана (curator Teanum Sicidinum) в Кампания.
От 4 август 316 г. до 15 май 317 г. е градски префект на Рим.
През 317 г. Галикан става консул заедно с Цезоний Бас.